# 2005 у футболі
Нижче наведені футбольні події 2005 року у всьому світі.

## Національні чемпіони
- Англія: Челсі
- Аргентина
  - Клаусура: Велес Сарсфілд
  - Апертура: Бока Хуніорс
- Бразилія: Корінтіанс
- Данія: Копенгаген
- Італія: Ювентус (позбавлений титулу 14 липня 2006)
- Іспанія: Барселона
- Німеччина: Баварія (Мюнхен)
- Парагвай: Серро Портеньйо
- Португалія: Бенфіка
- Росія: ЦСКА (Москва)
- Україна: Шахтар (Донецьк)
- Уругвай: Насьйональ (Монтевідео)
- Франція: Олімпік (Ліон)
- Хорватія: Хайдук (Спліт)
- Швеція: Юргорден
- Шотландія: Рейнджерс